# Peter and Gordon
Peter & Gordon est un groupe vocal de musique pop des années '60, composé de Peter Asher (né le 22 juin 1944) et Gordon Waller (né le 4 juin 1945 et décédé le 17 juillet 2009). Ils atteignirent les sommets de charts avec A World Without Love (en), une chanson composée par Paul McCartney (qui connaissait Peter Asher par l'intermédiaire de sa sœur, l'actrice Jane Asher qui fut la compagne de McCartney de 1963 à 1968).

## Histoire
Gordon Trueman Riviere Waller naît à Braemar, en Écosse, et alors qu'il fréquente l'école de Westminster, il fait la connaissance de Peter Asher et ils ont commencé à jouer de la musique ensemble en duo. Peter né à Londres, est le frère aîné de Jane Asher, alors la petite amie de Paul McCartney, bassiste chanteur des Beatles. Par son entremise, ils se virent remettre une première chanson signée par Paul, A World Without Love qui fut un très gros succès en 1964. Peter & Gordon ont par la suite chanté d'autres chansons composées exprès pour eux par McCartney dont I Don't Want to See You Again (en)  et Nobody I Know (en) en 1964. Et en 1966, ils reprirent la ballade If I Fell des Beatles, qui eut aussi un grand succès. Le duo poursuivra jusqu'en 1968, alors qu'ils prennent chacun un chemin différent. Peter est devenu gérant et producteur de Linda Ronstadt et James Taylor pendant les années 70 et 80. Il a aussi produit des albums pour Cher, 10,000 Maniacs et Diana Ross. Sa fille, Victoria Asher est membre du groupe alternatif Cobra Starship. Gordon lui a continué à jouer seul, réalisant un album solo en 1972, ...and Gordon, accompagné par un groupe New-Yorkais White Cloud. Il est aussi apparu dans le rôle du Pharaon dans la production Joseph and the Amazing Technicolor Dreamcoat de Tim Rice et Andrew Lloyd Webber en 1971, l'album parut en 1974. En 2007, Gordon a publié un album intitulé Plays the Beatles, sur lequel il a réalisé un nouvel arrangement d'une chanson, Woman (en), de l'époque du duo Peter & Gordon et signée Paul McCartney sous le pseudonyme de Bernard Webb. Puis en 2008, il publie l'album Rebel Rider. Ensuite, le 19 juillet 2008, le duo Peter & Gordon s'est réuni au Cannery Casino de Las Vegas, aussi à l'œuvre ce soir-là, un autre duo prestigieux Chad & Jeremy, les deux ont chanté ensemble la chanson Bye Bye Love des Everly Brothers. Ils se sont par la suite retrouvés au quai de Santa Monica le 21 août 2008, brièvement accompagné par Joan Baez. Ils se  sont ensuite réunis pour la dernière fois le 2 février 2009 au Surf Ballroom à Clear Lake en Iowa, lors du cinquantième anniversaire de la chanson The Day The Music Died, commémorant l'écrasement de l'avion qui transportait les rockers Buddy Holly, Ritchie Valens et J P The Big Bopper Richardson le 3 février 1959. 
Le 16 juillet 2009, après un arrêt cardiaque, Gordon Waller fut amené d'urgence à l'hôpital Backus, Norwich Connecticut et il meurt le lendemain, 17 juillet 2009.

## Discographie
Peter & Gordon
- 1964 : In Touch With Peter And Gordon - Columbia 33SX 1660 - Reprend I don't want to see you again de Lennon & McCartney.
- 1964 : I Don't Want To See You Again - Capitol Records ST 2220 - Reprend I don't want to see you again et Nobody I know de Lennon & McCartney.
- 1964 : Peter And Gordon - Columbia 33SX 1630
- 1965 : I Go To Pieces - Columbia SCXC 25
- 1965 : True Love Ways - Capitol Records – T 2368
- 1965 : Hurtin' 'N' Lovin' - Columbia SCX 3565
- 1966 : Woman - Columbia SCXC 29
- 1966 : Peter And Gordon - Columbia SX 6045
- 1966 : Peter & Gordon Sing And Play The Hits Of Nashville, Tennessee - Capitol Records T 2430
- 1966 : Somewhere - Columbia SX 6097
- 1966 : Lady Godiva - Columbia SCXC-33 - If I fell de Lennon & McCartney
- 1967 : Knight In Rusty Armour - Capitol Records T-2729
- 1967 : In London For Tea - Capitol Records T 2747
- 1968 : Hot Cold & Custard - Capitol Records ST 2882

Gordon Waller
- 1972 : ... and Gordon
- 1974 : Joseph and the Amazing Technicolor Dreamcoat de Tim Rice & Andrew Lloyd Webber
- 2007 : Plays the Beatles
- 2008 : Rebel Rider